# Ele É Ela
Ele é Ela é uma série de comédia, com algum romance, composta por 28 episódios. Produzida pela Plural Entertainment para a TVI esta é uma adaptação feita pela Casa da Criação da telenovela argentina Lalola. O programa retrata a vida de Júlio Bordalo, um mulherengo, director de uma revista feminina de sucesso que bebe uma poção química dada pela mulher com quem passara uma noite. No dia seguinte, acorda, olha-se ao espelho e vê que se transformou… numa mulher, Julieta. A série, que estreou no dia 31 de Outubro de 2009, terminou a 8 de Maio de 2010, e foi emitida aos sábados pelas 23h na TVI. Foi retransmitida no +TVI entre Janeiro e Fevereiro de 2013.

## Sinopse
Vou contar-lhe uma história… Por mais estranho que pareça, juro que é a mais pura verdade. Qualquer semelhança com a realidade não é pura coincidência. Tudo começou num bar de hotel…
Júlio, um inveterado mulherengo, misógino e solteiro por convicção, tem a vida com que sempre sonhou. É director de uma revista de sucesso, a H+7, tem o carro e a casa que quer, tudo lhe corre bem, até ao dia em que se envolve com a mulher errada. Um caso de uma noite, num bar de hotel, transforma-se num pesadelo para toda a vida. Quando Júlio se envolve com esta mulher, não imagina que ela fez uma poderosa descoberta capaz de revolucionar o mundo, mas que começa por revolucionar a vida de Júlio.
Esta cientista desenvolveu uma fórmula química que transforma o sexo masculino no feminino e vice-versa. Ela tem noção da importância da descoberta e sai da sua pacata cidade, porque percebe que não poderá continuar a ter a vida tranquila de antes. Ao conhecer Júlio, cai facilmente na conversa dele e deixa-se seduzir por palavras meigas e promessas de um futuro a dois. Mas quando percebe que foi apenas "mais uma" para Júlio, resolve castigá-lo e testar nele a sua descoberta. Sem se aperceber, Júlio toma o comprimido da mudança e acorda Julieta!
Ao longo do seu percurso, Julieta tem de aprender a ser mulher num mundo dominado por homens. Debate-se com problemas que nem nos seus piores pesadelos sonhou enfrentar. Primeiro força-se a adaptar-se ao seu novo corpo; depois à sua relação com os outros e como eles lidam com ela; e finalmente, à sua transformação emocional.
É confrontada com a sua identidade natural e jurídica, com a mudança de hábitos e de crenças e com a luta pelo poder na revista, entre muitas outras situações. Depois desta revolução, a maior que alguém pode sofrer, o que resta de Júlio? Estará Julieta disposta a voltar para trás?

## Elenco Fixo
- Benedita Pereira - Julieta
- Marco Delgado - Gonçalo
- António Pedro Cerdeira - Sérgio
- João Lagarto - Aníbal
- Dina Félix da Costa - Simone
- Júlio César (ator) - João Igor
- Sandra Faleiro - Maria Alice
- André Nunes - Américo
- Marta Melro - Cláudia
- Mafalda Pinto - Mónica
- Carla de Sá - Rosa
- Helena Costa - Bárbara
- Ivo Alexandre - Diogo
- Pedro Jervis - Zé
- Catarina Rebelo - Olívia
- Maria Simões - Odete
- Mónica Calle - Carolina

Participação especial:
- Marco D'Almeida - Júlio Bordalo

## Elenco adicional
- Adérito Lopes
- Daniela González - Carolina
- Alberto Miguel
- Ana Ferreira - Modelo
- Cristina Cavalinhos - Isabel Mota
- Débora Monteiro - Clara Soares
- Eurico Lopes - Rui Pedro
- João Saboga - Guilherme Nunes
- Joaquim Guerreiro - Polícia
- Jorge Henriques - Jaime
- Laura Figueiredo - Luísa
- Mafalda Luís de Castro - Marina
- Mafalda Teixeira - Marta
- Maria João Abreu - Lara Nobre
- Patrícia André - Ana Silva
- Philipe Leroux - Filipe
- Rita Ruaz - Cabeleireira
- São José Correia - Maria Emília
- Sofia Ribeiro - Mercedes
- Vasco Antunes
- Victor de Sousa - Elias

## Final
O final da séries ocorreu no dia 8 de Maio, tendo sido dada ao público a possibilidade de decidir se a Julieta voltaria a ser Júlio ou não. A opção foi por que este regressasse ao seu sexo original.

## Audiências
Estreou com 11,8% de audiência média e cerca de 35,0% de share.